# Cala Norte
Cala Norte är en ort i Mexiko.   Den ligger i kommunen Atempan och delstaten Puebla, i den sydöstra delen av landet, 180 km öster om huvudstaden Mexico City. Cala Norte ligger 1 970 meter över havet och antalet invånare är 1 357.
Terrängen runt Cala Norte är lite bergig, och sluttar norrut. Runt Cala Norte är det ganska tätbefolkat, med 179 invånare per kvadratkilometer. Närmaste större samhälle är Teziutlan, 7,4 km sydost om Cala Norte. I omgivningarna runt Cala Norte växer huvudsakligen savannskog.